# El niño de la bicicleta
El niño de la bicicleta (2011) —en francés: «Le gamin au vélo»— es una película escrita y dirigida por los hermanos belgas Jean-Pierre y Luc Dardenne, protagonizada por Cécile de France y Thomas Doret. Ambientada en Seraing, cuenta la historia de un niño de 12 años de edad que busca apoyo en una mujer después de que su padre lo abandona.
La película fue producida por compañías de Bélgica, Francia e Italia. Si bien no se aparta del estilo naturalista de los trabajos anteriores de los hermanos Dardenne, una estética más brillante de lo habitual fue empleada, y el guion tiene una estructura inspirada en cuentos de hadas. Inusualmente para una película de los directores, también utiliza música. Se estrenó en el Festival de Cannes 2011 y ganó el Gran Premio del festival.

## Sinopsis
Cyril tiene casi 12 años y tiene un único plan: encontrar al padre que le dejó temporalmente en un hogar infantil de acogida. Mientras intentaba escaparse, conoce a Samantha, una mujer amable dueña de una peluquería. Samantha accede a que Cyril pueda quedarse con ella los fines de semana y también decide ayudarlo a encontrar a su padre.
Un día, Samantha localiza al padre de Cyril y lo lleva hacia el. El padre no está de acuerdo en hacerse cargo de Cyril y le pide que no vuelva a buscarlo. Después de ser rechazado, Cyril comienza a tener comportamientos violentos y forma amistades con jóvenes que intentan llevarlo por mal camino.
Más tarde, Cyril se niega a ver que Samantha tiene mucho amor y cariño hacia él y que además, intenta ayudarlo. Los problemas surgen nuevamente cuando Cyril roba y golpea con un bate de béisbol a un repartidor de periódico y a su hijo. Las autoridades toman cartas en el asunto y finalmente Cyril pide disculpas a las víctimas y a Samantha, aunque los conflictos todavía no han terminado.

## Reparto
- Cécile de France como Samantha.
- Thomas Doret como Cyril.
- Jérémie Renier como Guy Catoul.
- Fabrizio Rongione como librero.
- Egon Di Mateo como Wes.
- Olivier Gourmet como dueño del café.

## Producción
Luc Dardenne dijo que él y su hermano Jean-Pierre tenían desde hace mucho tiempo la idea de una película sobre «una mujer que ayuda a un niño a salir de la violencia que lo mantiene prisionero». Escribir el guion tomó un año, incluyendo unos cuantos descansos. En los primeros borradores, el personaje de Samantha era una doctora y no una peluquera. El guion fue estructurado con un cuento de hadas en mente, donde el niño perdería sus ilusiones y Samantha aparecería como una figura de cuento de hadas. Al no explicar mucho sobre el pasado de los personajes y la psicología, los hermanos tenían como objetivo evitar el sentimentalismo. A lo largo del proceso de escritura, los hermanos se esforzaron por mantener una fuerte claridad en el trabajo general y evitar la tristeza, por lo que los hermanos, según Jean-Pierre, decidieron omitir «cualquier forma de vulgaridad en el lenguaje de los adolescentes a pesar de que eran criminales callejeros». Luc Dardenne dice: «La idea del cuento de hadas llegó a nosotros cuando filmamos al niño entrando en el bosque, esta pequeña figura roja ante el bosque aparentemente inmenso. Otra historia comenzó: la tercera parte de la película. El bosque, un lugar cargado de extrañeza, implica una lógica de cuento de hadas, con Samantha como el hada buena».
La película fue una coproducción con el 46% de la inversión de la compañía belga Les Films du Fleuve de los directores , el 44% de la francesa Archipel 35 y el 10% de la italiana Lucky Red. Se recibió financiación adicional de CNC, Eurimages, Wallimage, Radio Télévision Belge de la Communauté Française y la Comunidad Francesa de Bélgica.
A Cécile de France se le ofreció el papel de Samantha poco después de que el guion estuvo terminado, ya que los hermanos creían que podrían retratar la bondad del personaje con solo su cuerpo y su cara. Para la selección del niño, Cyril, el equipo de producción realizó alrededor de 100 audiciones. Thomas Doret fue el quinto aspirante con el que los hermanos se reunieron y, de acuerdo con Jean-Pierre, «clasificó de inmediato». El equipo ensayó durante un mes en los platós reales con todos los arreglos.
Los 55 días de rodaje comenzaron en Bélgica en agosto y terminaron el 15 de octubre de 2010. Fue la primera vez que los hermanos Dardenne hicieron una película en el verano. La película fue hecha bajo el título de producción Délivrez-moi! que significa «¡Libérenme!».
Inusualmente para una película de los hermanos Dardenne hay música. Según Luc, dudaron durante mucho tiempo, pero finalmente decidieron que la música serviría de estructura para la película: «En un cuento de hadas tiene que haber un desarrollo, con las emociones y los nuevos comienzos. Nos pareció que la música, en ciertos puntos, podría actuar como una caricia tranquilizadora para Cyril».

## Estreno

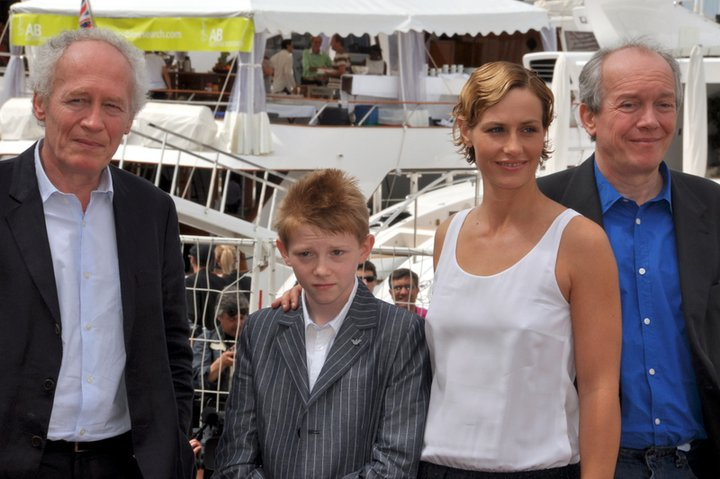
Jean-Pierre Dardenne, Thomas Doret, Cécile de France y Luc Dardenne en el Festival de Cannes durante la premiere de la película

La película se estrenó en competición el 15 de mayo en el Festival de Cannes 2011. Cineart la distribuyó en Bélgica y Diaphana Films en Francia. El estreno en ambos países tuvo lugar el 18 de mayo. En Bélgica, la película fue proyectada en 27 pantallas y entró en las listas de taquilla como número seis, con un fin de semana bruto de 70 768 euros. En Francia, se lanzó en 172 salas y tuvo una asistencia de 107 763 la semana de apertura, que también dio lugar a un sexto lugar en la tabla interna. Una semana más tarde, el número de pantallas se había aumentado a 215 y la asistencia total fue de 209 725. En Italia, la película fue estrenada el 18 de mayo a través de Lucky Red. Sundance Selects adquirió los derechos de distribución para los Estados Unidos. La película será distribuida en el Reino Unido por Artificial Eye.

## Taquilla
Hasta el 14 de junio de 2012, El niño de la bicicleta ha recaudado $1 389 524 en Norteamérica, junto con $1 034 775 en otros países, para un total mundial de $2 424 299.

## Recepción

### Crítica
La película recibió la aclamación casi universal. Obtuvo una calificación de aprobación del 96% "Certified Fresh" en Rotten Tomatoes según 119 opiniones; El sitio agregado de crítica cinematográfica describió el consenso crítico de que la película "es un drama desgarrador, rico en temas y espiritualidad". En Metacritic, que asigna una calificación normalizada de 100 a las críticas de los críticos principales, la película recibió una puntuación promedio de 87, basada en 33 críticas, lo que indica "aclamación universal".

### Reconocimiento
| Premio de entrega                          | Categoría                                  | Nominado/a                                      | Resultado |
| ------------------------------------------ | ------------------------------------------ | ----------------------------------------------- | --------- |
| Cannes Film Festival                       | Palma de Oro                               | Hermanos Dardenne                               | Nominados |
| Cannes Film Festival                       | Premio del Jurado                          | Hermanos Dardenne                               | Ganadores |
| Premios Globos de Oro                      | Mejor Película de habla no Inglesa         | Hermanos Dardenne                               | Nominados |
| Premios César                              | Hermanos Dardenne                          | Morgan Marinne                                  | Nominados |
| Premios del Cine Europeo                   | Mejor Película Europea                     | Hermanos Dardenne Denis Freyd Andrea Occhipinti | Nominados |
| Premios del Cine Europeo                   | Mejor Actriz                               | Cécile de France                                | Nominada  |
| Premios del Cine Europeo                   | Mejor Dirección                            | Hermanos Dardenne                               | Nominados |
| Premios del Cine Europeo                   | Mejor Guion                                | Hermanos Dardenne                               | Ganadores |
| Premios Magritte                           | Mejor Película                             | Hermanos Dardenne                               | Nominados |
| Premios Magritte                           | Mejor Dirección                            | Hermanos Dardenne                               | Nominados |
| Premios Magritte                           | Mejor Guion original o adaptación          | Hermanos Dardenne                               | Nominados |
| Premios Magritte                           | Mejor Actriz                               | Cécile de France                                | Nominada  |
| Premios Magritte                           | Mejor Actor de Revelación                  | Thomas Doret                                    | Ganador   |
| Premios Magritte                           | Mejor Montaje                              | Marie-Hélène Dozo                               | Nominada  |
| Premios Magritte                           | Mejor Decorado                             | Igor Gabriel                                    | Nominado  |
| Premios Magritte                           | Mejor Fotografía                           | Alain Marcoen                                   | Nominado  |
| Premios Satellite                          | Mejor Película de Habla no Inglesa         | Hermanos Dardenne                               | Nominados |
| Semana Internacional de Cine de Valladolid | Mención de Honor a la Mejor Interpretación | Thomas Doret                                    | Ganador   |
| San Diego Film Critics Society Awards      | Mejor Película Extranjera                  | Hermanos Dardenne                               | Ganadores |
| Premios Independent Spirit                 | Mejor Película Internacional               | Hermanos Dardenne                               | Nominados |
| Premios Lumières                           | Mejor película francófona                  | Hermanos Dardenne                               | Nominados |